# Thomas Edward Hope
Thomas Edward Hope (* 1923 in Chorley, Lancashire; † 1987 in Leeds) war ein britischer Romanist und Sprachwissenschaftler.

## Leben und Werk
Hope besuchte das Balliol College in Oxford und war nach dekoriertem Kriegsdienst von 1948 bis 1952 Assistent von Stephen Ullmann in Glasgow. Er habilitierte sich 1969 in Glasgow bei Stephen Ullmann mit der Ph.D. Dissertation Inter-Romance loan-words. The reciprocal influences between French and Italian in vocabulary from 1100 to 1900 (erschienen u. d. T. Lexical borrowing in the romance languages. A critical study of Italianisms in French and Gallicisms in Italian from 1100-1900, 2 Bde., Oxford 1971) und wurde 1969 Professor an der Universität Leeds.

## Weitere Werke
- (Hrsg.) Language, meaning and style. Essays in memory of Steven Ullmann, Leeds 1981